# Principato di Galizia-Volinia
Il Regno o Principato di Galizia-Volinia (in antico slavo orientale: Галицко-Волинскоє князство, trasl. Halytsko-Volynskoye knyazstvo; in ucraino Галицько-Волинське князівство?, Halytsʹko-Volynsʹke knyazivstvo; in latino Regnum Galiciae et Lodomeriae), anche noto come Regno della Rus'/Regno di Rutenia (in ucraino: Королівство Русь, Korolivstvo Rusʹ; in latino: Regnum Russiae) dal 1253, era uno stato nelle regioni della Galizia e della Volinia che esisteva dal 1199 al 1349. Il territorio fa oggi parte delle moderne Polonia, Ucraina e Slovacchia. La Galizia fu conquistata dal Principe di Volinia Romano il Grande con l'aiuto di Leszek I di Polonia. Romano il Grande unì i principati di Galizia e Volinia in un solo stato. Insieme alla Repubblica di Novgorod e al Principato di Vladimir-Suzdal', fu una delle tre principali entità emerse dal crollo della Rus' di Kiev.
In seguito alla distruzione provocata dall'invasione mongola della Rus' di Kiev (accaduta tra 1239 il 1241), il principe Danilo Romanovič dovette giurare fedeltà a Batu Khan dell'Orda d'Oro nel 1246. Nonostante ciò, si impegnò a liberare il suo regno dal giogo mongolo aprendosi all'Europa occidentale. Fu incoronato come "Rex Rusiae" da un legato pontificio nel 1253. Provò altresì, senza successo, ad intrecciare alleanze militari con altri sovrani europei. La conquista polacca del regno nel 1349 pose fine al rapporto di vassallaggio con l'Orda d'Oro.
La parte occidentale della Galizia-Volinia si estendeva tra i fiumi San e Wieprz nell'attuale Polonia sud-orientale, mentre i territori orientali coprivano le paludi del Pryp"jat' (ora a cavallo tra Ucraina e Bielorussia) e la zona a nord del fiume Bug orientale. Nell'epoca in cui esistette, il regno confinava con la Rutenia Nera, il Granducato di Lituania, il Principato di Turov, il Principato di Kiev, l'Orda d'Oro, il Regno di Ungheria, il Regno di Polonia, il Principato di Moldavia e lo Stato monastico dei Cavalieri Teutonici.

## Storia

### Pregresso
Dopo la caduta dell'Impero romano, l'area fu popolata da popolazioni slave, identificati in gruppi chiamati buzhani, dulebi e croati bianchi. Il confine sud-occidentale del territorio faceva probabilmente parte dello stato della Grande Moravia. Nel 907, croati bianchi e dulebi furono coinvolti nella campagna militare contro Costantinopoli guidata dal principe della Rus' Oleg di Kiev. Questa è la prima prova significativa dell'affiliazione politica delle tribù native. Intorno al 970, la sezione occidentale di questo territorio fu probabilmente inclusa nello stato della dinastia Piast. La regione viene menzionata nel 981 (da Nestore), quando Vladimir I di Kiev gli subentrò in Polonia. Fondò la città di Volodymyr-Volyns'kyj e in seguito cristianizzò la gente del posto. Nel XII secolo, fu fondato il Principato di Halyč dai discendenti di Vladimir. Si fuse alla fine del XII secolo con il vicino Principato di Volinia nel principato di Galizia-Volinia, che rimase in piedi con alcune interruzioni per un secolo e mezzo.

### Ascesa e apogeo

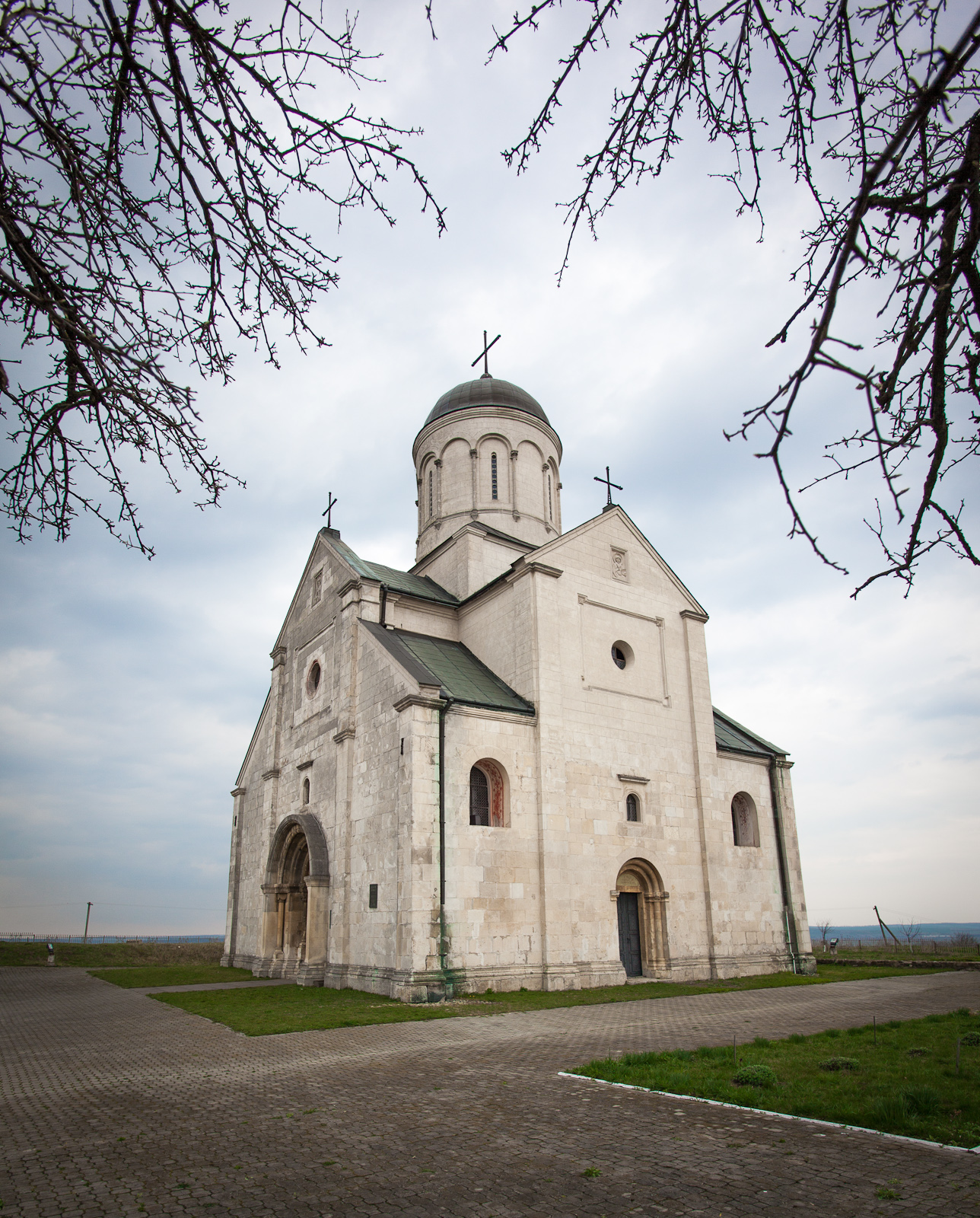
Chiesa di San Pantaleone, Ševčenkove, Distretto di Halyč, 1194

Volinia e Galizia erano stati originariamente due principati separati, assegnati a rotazione ai membri più giovani della dinastia di Kiev. La linea di successione del Principe Romano il Grande controllava il Principato di Volinia, mentre gli eredi di Jaroslav Osmomysl amministravano il Principato di Halyč (successivamente fu adottata come denominazione Galizia). La Galizia-Volinia fu creata dopo la morte nel 1198 o 1199 (e senza un legittimo erede nella linea paterna) dell'ultimo Principe di Galizia, Vladimir II Jaroslavič; Romano acquisì il Principato di Galizia e unì le terre in un unico stato. I successori di Romano adoperavano principalmente il termine Halyč (Galizia) per indicare il regno combinato. All'epoca in cui visse Romano, le principali città della Galizia-Volinia erano Halyč e Volodymyr-Volyns'kyj, fino a quando, nel 1204, il principe catturò Kiev. Romano si alleò con la Polonia, firmò un trattato di pace con l'Ungheria e avviò relazioni diplomatiche con l'Impero bizantino. Al culmine del suo regno, divenne per breve tempo il più potente dei principi della Rus'. Sposò la nipote dell'imperatore bizantino Alessio III Angelo e la Galizia diventò in tal modo il principale aggancio di Costantinopoli contro i Cumani. Le relazioni pacifiche con i romei contribuirono a stabilizzare anche quelle della Galizia con i Rus' del basso Dnestr e del basso Danubio.
Nel 1205, Romano, dopo essere riuscito a placare i suoi avversari interni principali, i boiardi, si rivoltò contro i suoi alleati polacchi, causando un conflitto con Leszek il Bianco e Corrado I di Polonia. Romano fu poi ucciso nella battaglia di Zawichost (1205) e al suo dominio seguì un periodo di disordini e insurrezioni. Indebolita in tal modo, la Galizia-Volinia divenne oggetto di contesa tra polacchi e ungheresi. Il re Andrea II d'Ungheria si autoproclamò rex Galiciae et Lodomeriae, ovvero in latino "re di Galizia e di Volodymyr [Volyns'kyj]", un titolo che in seguito fu adottato nella Casa degli Asburgo. In un compromesso stipulato nel 1214 tra Ungheria e Polonia, il trono di Galizia-Volinia fu affidato al figlio di Andrea, Colomanno, il quale aveva celebrato le nozze con la figlia di Leszek il Bianco, Salomea.

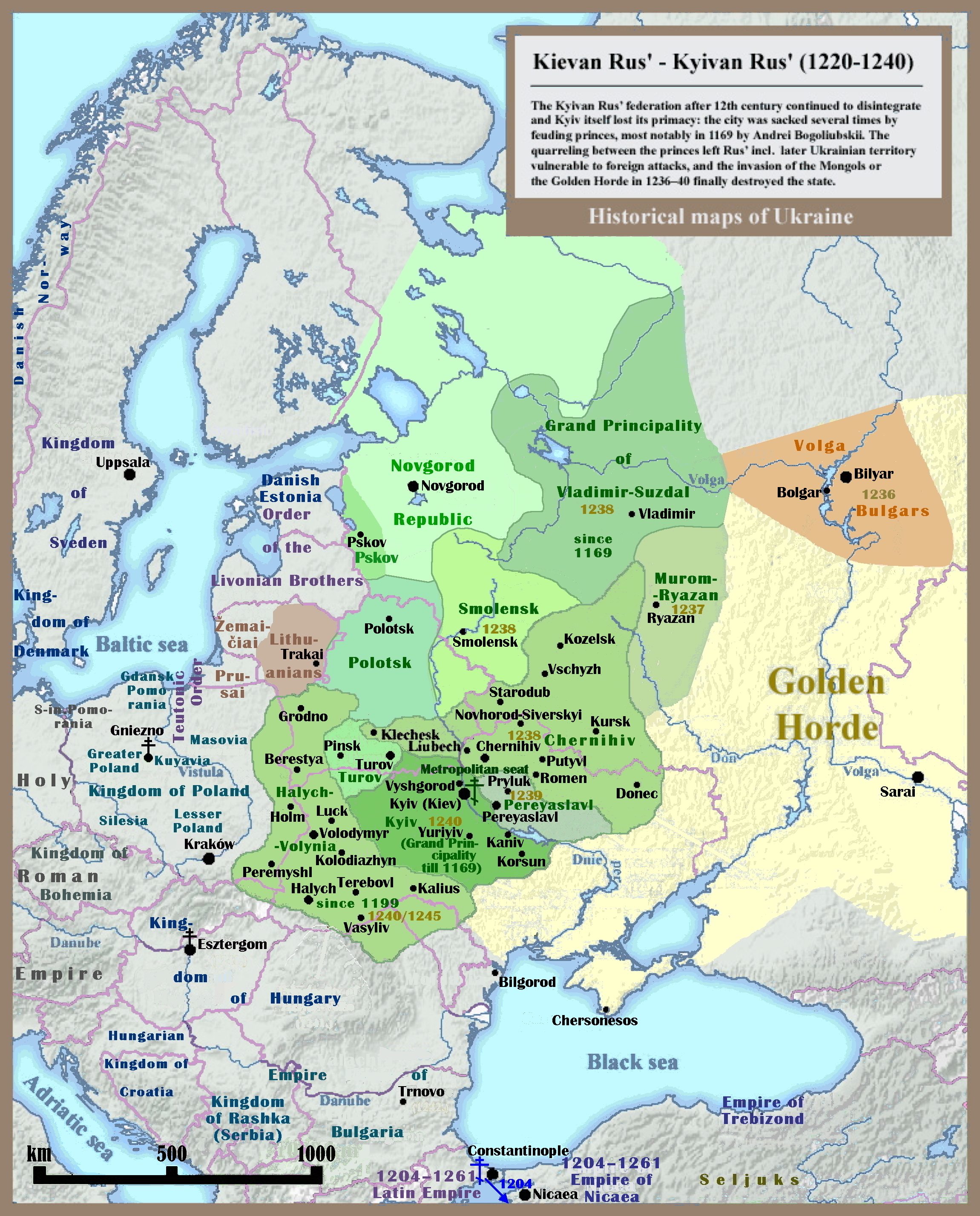
Mappa storica della Rus' di Kiev (1220-1240)

Nel 1221, Mstislav Mstislavič, figlio di Mstislav Rostislavič, liberò la Galizia-Volinia dagli ungheresi, ma fu Danilo Romanovič (anche detto Danilo di Galizia), figlio di Romano, che consacrò una vera unione tra Volinia e Galizia. Nel 1239 e nel 1242 conquistò Kiev, tentando di divenire Gran Principe di tutti i Rus', ma perse la città la prima volta dopo poche settimane, la seconda dopo un anno. Danilo sconfisse le forze polacche e ungheresi nella battaglia di Jaroslav (Jarosław) e sbaragliò il loro alleato Rostislav Michajlovič, figlio del principe di Černihiv, nel 1245. Rafforzò inoltre i suoi rapporti con Batu Khan dopo averlo incontrato nella sua capitale Saraj e riconobbe, almeno nominalmente, la supremazia dell'Orda d'Oro mongola. Qualche tempo essere rientrato, Danilo riorganizzò il suo esercito lungo rotte mongole e lo equipaggiò con armi degli asiatici, sebbene Danilo stesso preservò il tradizionale abbigliamento del principe di Rus'. L'alleanza di Danilo con i mongoli era puramente tattica e faceva parte di un piano proiettato più a lungo termine.
Nel 1245, papa Innocenzo IV concesse a Danilo di essere incoronato re. Egli desiderava molto più del riconoscimento, commentando amaramente che si aspettava un esercito o la proclamazione di una crociata oltre che la corona. Sebbene Danilo avesse promesso di promuovere la supremazia religiosa del Papa al suo popolo, il suo regno continuò ad essere ecclesiasticamente indipendente da Roma. Non si sa se per questo Danilo fu l'unico membro della dinastia Rurik ad essere incoronato re. Danilo fu incoronato dal legato pontificio Opizo de Mezzano a Drohiczyn nel 1253 come primo re di tutti i Rus' (Rex Russiae; 1253-1264). Nel 1256, riuscì a scacciare i mongoli dalla Volinia e un anno dopo evitò che conquistassero le città di Luc'k e Volodymyr-Volyns'kyj. All'avvicinarsi di un grande esercito guidato dal generale mongolo Boroldai nel 1260, il re della Galizia-Volinia fu costretto ad accettare la loro autorità e ad abbattere le fortificazioni che aveva costruito contro di loro.
Sotto il regno di Danilo, la Galizia-Volinia divenne uno degli stati più potenti dell'Europa centro-orientale. La letteratura fiorì: l'opera che lo testimonia, la più importante del suo tempo, è la cronaca di Galizia e Volinia. La popolazione aumentò e la crescita demografica fu anche dovuta a tedeschi da ovest e armeni da sud che vennero ad abitare nella regione. Il commercio si sviluppò grazie alle rotte commerciali che collegavano il Mar Nero con la Polonia, la Germania e il bacino del Baltico. Le principali città erano centri importanti dal punto di vista economico e culturale: vanno sicuramente ricordate Leopoli (dove la corte reale sarebbe stata successivamente spostata dal figlio di Danilo), Volodymyr-Volyns'kyj, Halyč, Chełm (capitale di Danilo), Przemyśl, Drohiczyn e Terebovlja. La Galizia-Volinia divenne influente a tal punto che nel 1252 Danilo fu in grado di far sposare suo figlio Romano con Gertrude di Babenberg, l'erede del ducato austriaco, nella vana speranza di assicurarlo per la sua famiglia. Un altro figlio, Švarnas, sposò una figlia di Mindaugas, il primo storico re della Lituania, e governò brevemente il Granducato dal 1267 al 1269. Al culmine della sua espansione, lo stato galiziano-voliniano comprendeva non solo le terre della Rus' sud-occidentale, tra cui la Rutenia Rossa e la Rutenia Nera, ma pure i territori abitati dai Brodnici, una popolazione che viveva sul Mar Nero.
Dopo la morte di Danilo nel 1264, gli successe suo figlio Leone, che trasferì la capitale a Leopoli nel 1272 e per un certo periodo preservò il prestigio acquisito della Galizia-Volinia. A differenza di suo padre, che preferì seguire i politici occidentali, Leone operò a stretto contatto con i mongoli, in particolare coltivando una stretta alleanza con il tataro khan Nogai. Insieme ai suoi alleati mongoli, invase la Polonia. Tuttavia, sebbene le sue truppe saccheggiassero il territorio fino ad ovest di Racibórz, trasferendo molti prigionieri e molto bottino in Galizia, Leone alla fine non sottrasse stabilmente molto territorio alla Polonia. Tentò anche, senza successo, di stabilire il dominio della sua famiglia sulla Lituania. Poco dopo che suo fratello Švarnas salì al trono lituano nel 1267, fece uccidere l'ex sovrano lituano Vaišvilkas, poiché geloso che il potere non era stato ceduto anche a lui. In seguito alla perdita del trono di Švarnas nel 1269, Leone entrò in guerra con la Lituania. Dal 1274 al 1276, combatté una guerra con il nuovo Granduca lituano Traidenis, ma ne uscì sconfitto e la Lituania acquisì tutta la Rutenia Nera, incluso il centro principale Navahrudak. Nel 1279, Leone si alleò con il re Venceslao II di Boemia e invase la Polonia: le sue intenzioni erano quelle di espugnare Cracovia e, ancora una volta, fallì nei suoi piani nel 1280. Nello stesso anno, Leone riportò invece successi a scapito dell'Ungheria e annesse parte della Transcarpazia, compresa la città di Mukačevo. Nel 1292 fu in grado di battere la Polonia e annesse Lublino e il circondario al territorio della Galizia-Volinia.

### Declino
Alla morte di Leone nel 1301, seguì un periodo di declino. A Leone successe suo figlio Jurij I di Galizia, che governò per soli sette anni. Sebbene il suo regno fosse stato in gran parte pacifico e la Galizia-Volinia prosperò economicamente, Jurij I perse Lublino, attaccata dai polacchi nel 1302, e la Transcarpazia, assaltata dagli ungheresi. Dal 1308 al 1323 la Galizia-Volinia fu governata congiuntamente dai figli di Yuri I, Andrea e Leone II, che si autoproclamarono re di Galizia e Volinia. I fratelli stipularono alleanze con il re Ladislao I di Polonia e l'Ordine Teutonico in funzione anti-lituana e anti-mongola, ma il regno era ancora vassallo dei mongoli e dovette partecipare alle spedizioni militari di Uzbek Khan e del suo successore Ganī Bek. I fratelli morirono entrambi nel 1323, in battaglia, combattendo contro i mongoli e non lasciarono eredi. Il pontefice Giovanni XXII commentò così la notizia appena saputala:
Dopo la fine della dinastia rjurikide in Galizia-Volinia nel 1323, la Volinia passò in mano al principe lituano Liubartas, mentre i boiardi acquisirono la Galizia e invitarono il principe polacco Bolesław, nipote di Juri I, a salire sul trono galiziano. Bolesław si convertì alla religione ortodossa e assunse il nome regale Juri II. Tuttavia, sospettato di nutrire sentimenti cattolici, i boiardi lo avvelenarono nel 1340 ed elessero una propria guida, Dmitrij Detko. Nell'inverno 1341 i tatari, i ruteni guidati da Detko e i lituani guidati da Liubartas furono in grado di sconfiggere i polacchi, sebbene il successo nell'estate del 1341 non risultò definitivo. Detko dovette più tardi infatti accettare la signoria polacca su Halič. Dopo la morte di Detko, il re di Polonia Casimiro III avviò una campagna per sottomettere la Galizia ed ebbe successo nel 1349. La Galizia-Volinia cessò così di esistere come stato indipendente.
La dinastia di Danilo tentò di ottenere l'appoggio di Papa Benedetto XII e di altre potenze europee più influenti per un'alleanza contro i mongoli, ma alla fine si rese conto di essere troppo fragile rispetto alle crescenti potenze del Granducato della Lituania e del Regno di Polonia. Nel 1349, dopo l'occupazione della Galizia-Volinia da parte di una forza congiunta polacco-ungherese, il Regno di Galizia-Volinia fu conquistato e annesso alla Polonia. Ciò pose fine al rapporto di vassallaggio con l'Orda d'Oro.

### Dissoluzione
Dal 1340 al 1392, la guerra civile nella regione si trasformò in una lotta di potere tra Lituania, Polonia e Ungheria. La prima fase del conflitto portò alla firma di un trattato nel 1344 che assicurò il Principato di Peremyšl alla Corona di Polonia, mentre il resto del territorio rimase sotto il controllo di un membro della dinastia gediminide, Liubartas. Alla fine della metà del XIV secolo, il Regno di Polonia e il Granducato di Lituania si spartirono la regione: al re Casimiro III andarono la Galizia e la Volinia occidentale, mentre lo stato gemello della Volinia orientale, inclusa Kiev, passò sotto il controllo lituano dal 1352 al 1366.
Dopo il 1352, la maggior parte del Voivodato di Rutenia apparteneva alla Corona del Regno polacco e vi rimase anche dopo l'Unione di Lublino stipulata tra la Polonia e la Lituania. L'attuale città di Halyč si trova a 5 chilometri dall'antica capitale della Galizia, nel punto in cui si trovava il porto fluviale della città vecchia, e dove il re Liubartas di Galizia-Volinia costruì un castello di legno nel 1367.
Con l'Unione di Lublino del 1569, tutto l'ex principato della Galizia-Volinia divenne parte della Polonia. Nel 1772, l'imperatrice Maria Teresa d'Austria (che era anche regina d'Ungheria) riportò alla luce le antiche rivendicazioni ungheresi nei confronti del Regno di Galizia e Lodomiria (Regnum Galiciae et Lodomeriae), usandole per giustificare la partecipazione dell'Austria alle spartizioni polacche.

## Ruolo storico
La cronaca di Galizia e Volinia rifletteva il programma politico della dinastia dei Romanovič. La Galizia-Volinia fece concorrenza ad altri stati successori della Rus' di Kiev, in particolare il Principato di Vladimir-Suzdal'. Secondo il documento sopraccitato, re Danilo fu l'ultimo sovrano di Kiev prima dell'invasione mongola e quindi i sovrani della Galizia-Volinia erano gli unici legittimi successori del trono di Kiev. Fino a quando lo stato non scomparve, i suoi sovrani avanzarono rivendicazioni su "tutta la terra della Rus'". Il sigillo di re Jurij I conteneva l'iscrizione latina domini georgi regis rusie.
Contrariamente alle loro costanti affermazioni secolari o politiche sull'eredità di Kiev, i governanti della Galizia non erano interessati a questioni religiose. Ciò li differenziò dal Vladimir-Suzdal', che provò e riuscì ad assumere il controllo sulla chiesa di Kiev. Invece di contestare un simile dominio, i sovrani della Galizia-Volinia si limitarono a chiedere e ottenere una chiesa separata da Bisanzio.
Anche la Galizia-Volinia differiva dai principati settentrionali e orientali dell'ex Rus' di Kiev in termini di relazioni con i vicini occidentali. Re Danilo era in maniera ondivaga alleato o nemico della vicina Polonia slava e dell'Ungheria parzialmente slava. Secondo lo storico George Vernadsky, la Galizia-Volinia, la Polonia e l'Ungheria appartenevano alla stessa sfera culturale. La chiesa cattolica era vista come un vicino e c'erano molti matrimoni misti tra le case principesche della Galizia e quelle di paesi cattolici limitrofi. Al contrario, gli occidentali affrontati da Alessandro, principe di Novgorod, erano i Cavalieri Teutonici e la situazione sul confine nord-orientale vedeva crociati irrequieti piuttosto che sereni.

## Suddivisioni

Stemma della Volinia

Stemma del vecchio Principato di Halyč

Stemma di Przemyśl

Stemma di Belz

Il principato era diviso in diversi feudi e ducati appannaggio.
- Principato di Halyč
  - Principato di Peremyšl
  - Principato di Zvenihorod
  - Principato di Terebovlja
- Principato di Volinia
  - Principato di Luc'k
  - Principato di Dorohobuž
  - Principato di Peresopnycja
- Principato di Belz
- Terre di Chełm (Lublino 1289–1302)
- Terre di Berestia
- Rutenia Nera, feudo del Granducato di Lituania dopo un trattato stipulato tra Danilo di Galizia e Vaišvilkas

### Cronologia
- Principato di Kiev (1230-1240)
- Principato di Turov (1230-1240)
- Zakarpazia (1280–1320) ???

| Galizia–Volinia Seconda metà del XIII secolo – Prima metà del XIV secolo Galizia-Volinia (metà XIII secolo) Annessioni della Galizia-Volinia (anni) Altri principati ruteni Orda d'Oro Regno di Ungheria Regno di Polonia Ordine Teutonico Granducato della Lituania Confine delle terre e principati regionali Principali rotte commerciali Confini dei Principati ruteni "Capitali" Kiev Černihiv Perejaslavl Horodok (Hrodna) Pinsk Turov Volodymyr Halyč Minsk Slučesk Dubrovycja Stepan' Horchevsk Ovruč Iskorosten (Korosten') Vozviahel (Novohrad-Volyns'kyj) Kolodjažen Hubyn Medjybozh (Medžybiž) Novhorodok Vaŭkavysk Rodka Mukačevo Košice Sandomierz Lublino Chełm Čėrven' Sąsiadka Wizna Bielsk Drohiczyn Kamenec Kobryn Berestia (Brest) Włodawa Ljuboml' Belz Zvenyhorod Leopoli Bus'k Peremyšl Jaroslavl Sanok Sambir Luc'k Dorogobuž Peresopnycja Duben (Dubno) Kremenec' Zaslav Terebovlja Kolomyja Vasyliv Čern (Černivci) Chotyn Boloto Ušycja Principato di Kiev Principato di Turov–Pinsk Principato di Minsk Principato di Polack Rutenia Nera Zakarpazia (1230–1240) (1230–ті) (1252–1276) (1280–1320) (1289–1302) (1251–1252) (1254) Principato di Halyč Terre di Berestia Červen– Kholm Land Principato di Volinia Principato di Belz Principato di Lutsk Dnipro Bozh (Bug Orientale) Dnestr Prut Seret Tibisco Wisla San Bug Occ. Neman Pryp"jat' Wieprz |

## Principi

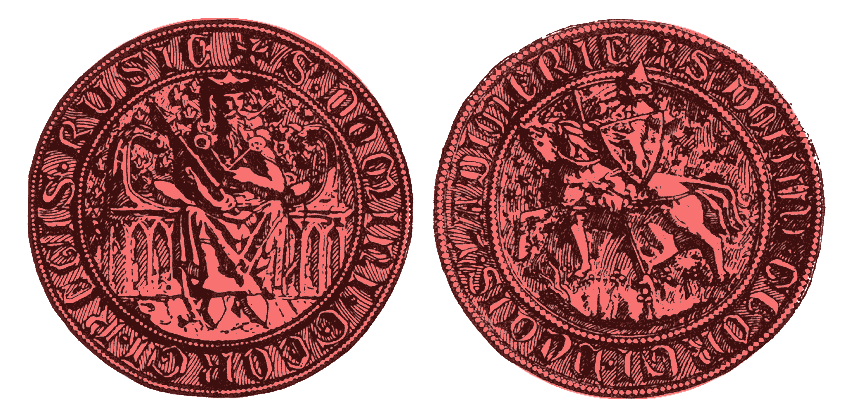
Sigillo reale di Jurij I di Galizia (1301–1308) "S[igillum] Domini Georgi Regis Rusie", "S[igillum] Domini Georgi Ducis Ladimerie"

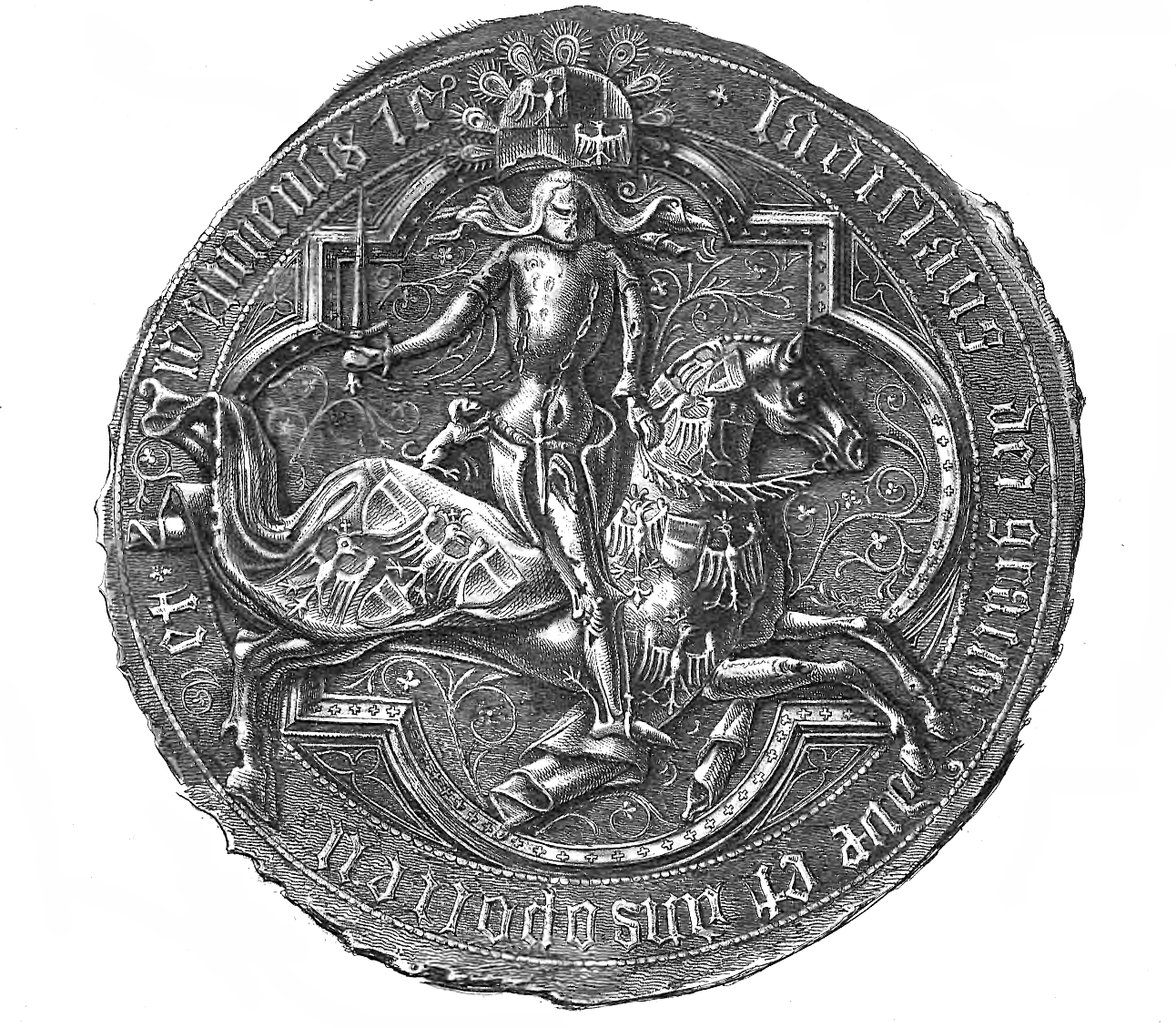
Principe Ladislao II di Opole, massima autorità in Galizia dal 1372 al 1378

Di seguito un elenco dei principi della Galizia-Volinia:
- 1199-1205: Roman Mstislavič
- 1206-1214: Crisi politica
  - 1205-1206: Eufrosina Angelina, reggente di Danilo di Galizia
  - 1206-1211: I figli di Igor' Svjatoslavič
  - 1210: Rostislav II di Kiev
  - 1211-1212: Mstislav il Muto, reggente di Danilo di Galizia
  - 1212-1214: Rivolta guidata dal boiardo Volodyslav Kormyl'čič
- 1214–1232: Occupazione ungherese, guidata dai figli di Andrea II d'Ungheria
  - 1214-1220: Colomanno di Galizia
  - 1220: Rivolta guidata da Mstislav Mstislavič
  - 1220-1232: Andrea d'Ungheria
- 1232-1235: Danilo di Galizia
- 1235-1238: i figli di Michele di Černihiv
- 1238-1264: Danilo di Galizia
- Co-regno dei discendenti di Danilo
  - 1264-1269: Švarnas
  - 1264-ca.1301: Leone I di Galizia[46]
- ca.1301-ca.1308: Jurij I di Galizia
- Co-regno dei discendenti di Jurij
  - 1308-1323: Andrea di Galizia
  - 1308 o 1315-1323: Leone II di Galizia
- Crisi politica, de facto il boiardo Dmytro Dedko
  - 1323-1325: in Galizia, Volodymyr I di Galizia; in Volinia, Liubartas
  - 1323-1340: Bolesław-Jurij II di Galizia
- 1340 Casimiro III di Polonia invade la Galizia
  - 1340-1349: Liubartas
- 1349: La Galizia viene occupata dalla Polonia e dall'Ungheria, la Volinia dalla Lituania

## Metropolia di Costantinopoli della Piccola Russia
La metropolia della Piccola Russia, sede del patriarcato di Costantinopoli, fu creata alla fine del XIV secolo.